# Хазова, Ирина Викторовна
Ири́на Ви́кторовна Ха́зова (Артёмова) (20 марта 1984, Арзамас-16, Горьковская область) — член сборной команды России по лыжным гонкам, бронзовый призёр Олимпиады в Ванкувере, заслуженный мастер спорта России.

## Биография

### Семья
Ирина замужем. 3 декабря 2010 года родила сына Никиту. А ещё у неё родилась дочка Кристина.

## Спорт
Ирина Артемова впервые стартовала на этапе Кубка мира в 2003 году в гонке на 10 километров классическим стилем в финском Куусамо; взойти на подиум ей тогда не удалось.
В 2007 году была дисквалифицирована на два года за употребление запрещённых препаратов (фуросемид), которое сама спортсменка объяснила тем, что приняла средство от похмелья после того, как погуляла на свадьбе подруги.
Тренируется под руководством заслуженного тренера России Николая Евгеньевича Седова, подготовившего также пятикратного чемпиона мира среди юниоров Петра Седова (сына). В настоящее время Ирина Хазова является одним из лидеров женской сборной России.
Помимо лыжного спорта Ирина увлекается баскетболом и домашними животными.

### Спортивные достижения в юниорском возрасте
- бронзовый призёр чемпионата мира среди юниоров 2003 года (15 км, масстарт)
- двукратная чемпионка мира среди юниоров 2004 года (15 км масстарт, 5 км своб. стиль)

### Спортивные достижения
- в 2009 году
  - серебряный призёр этапа Кубка мира в Куусамо (Финляндия) в гонке на 10 километров классическим стилем[3]
  - победительница этапа Кубка мира в Давосе (Швейцария)[4]
- в 2010 году
  - бронзовый призёр восьмого этапа Кубка мира в командном спринте свободным стилем[5]
  - бронзовый призёр этапа Кубка мира в Кэнморе (Канада)[6]
  - бронзовый призёр Олимпиады в Ванкувере в командном спринте свободным стилем в паре с Натальей Коростелёвой

## Награды и звания
.

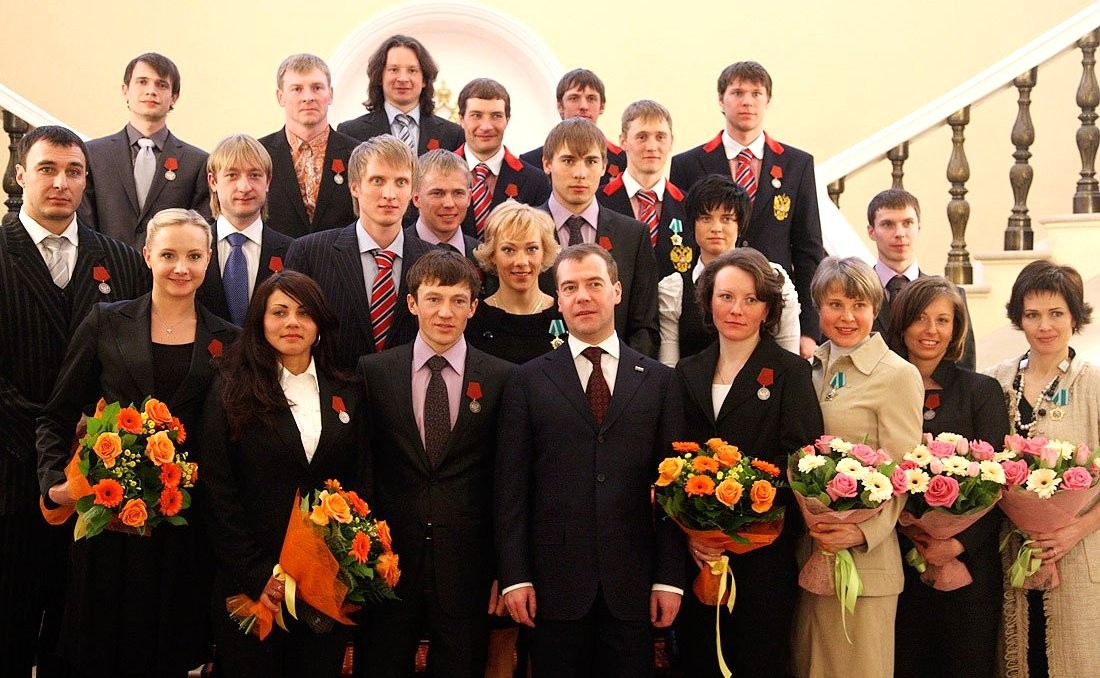
Большой Кремлёвский дворец: Президент России Дмитрий Медведев с чемпионами и призёрами Олимпийских игр 2010 года в Ванкувере, 15 марта 2010 года

- Медаль ордена «За заслуги перед Отечеством» II степени (5 марта 2010 года) — за большой вклад в развитие физической культуры и спорта, высокие спортивные достижения на Играх XXI Олимпиады 2010 года в Ванкувере[7]
- Заслуженный мастер спорта России (2010)[8]